# Donato Partini
Donato Partini detto Partino Minore (Siena, 2 aprile 1822 – Siena, 6 marzo 1894) è stato un fantino italiano.

## Carriera
Fratello del fantino Luigi detto Partino Maggiore (di cinque anni più grande, da qui il soprannome), disputò il Palio di Siena ben 44 volte. Vinse una sola volta, proprio all'esordio in Piazza del Campo, il 2 luglio 1839 per i colori della Contrada del Leocorno.
Dopo quel Palio, corse altre 43 volte, senza riuscire più a centrare il successo. Corse l'ultimo Palio a 58 anni nella Lupa.
Partino Minore vestì i giubbetti di tutte le Contrade, fatta eccezione per il Nicchio e il Valdimontone. È il quarto fantino più giovane della storia ad aver mai vinto il Palio, dopo il Gobbo Saragiolo (13 anni), Biggéri (14) e Figlio di Bonino (17). Dopo Luigi Menghetti detto Piaccina, è il fantino con la più lunga carriera al Palio di Siena.